# Giornate di maggio
Con la locuzione Giornate di maggio (in spagnolo Jornadas de Mayo) s'indicano una serie di avvenimenti accaduti nella città catalana di Barcellona tra il 3 e l'8 maggio del 1937 (e noti anche come Eventi di maggio ovvero Sucesos de Mayo o Fatti di Barcellona cioè Hechos de Barcelona), quando due diverse anime del fronte repubblicano, quella marxista di osservanza moscovita e quella filo-trotzkista del POUM e i miliziani anarchici, si affrontarono in violenti scontri armati.

## Avvenimenti
Gli eventi cominciarono quando unità della Guardia Civil (comandate dal Partito Comunista di Spagna e dalla controparte locale, il Partito Socialista Unificato della Catalogna) tentarono di prendere il controllo della centrale telefonica fino ad allora amministrata da lavoratori anarchici. Gli occupanti resistettero e risposero al fuoco, dando inizio a una serie di scontri per la città. Ne risultarono cinque giorni di scontri per le strade, con gli anarchici spalleggiati dai militanti del Partito Operaio di Unificazione Marxista (POUM, Partido Obrero de Unificación Marxista).
I lavoratori del sindacato anarchico della Confederazione Nazionale del Lavoro (CNT, Confederación Nacional del Trabajo) furono alla fine persuasi al compromesso, sostenuto da Juan García Oliver. Il governo repubblicano spedì 10 000 guardie d'assalto a reprimere gli scontri. Il risultato delle giornate fu un'ulteriore erosione del controllo operaio della città e il consolidamento del potere del governo locale, a discapito della CNT e del POUM.

## Persone legate alle vicende

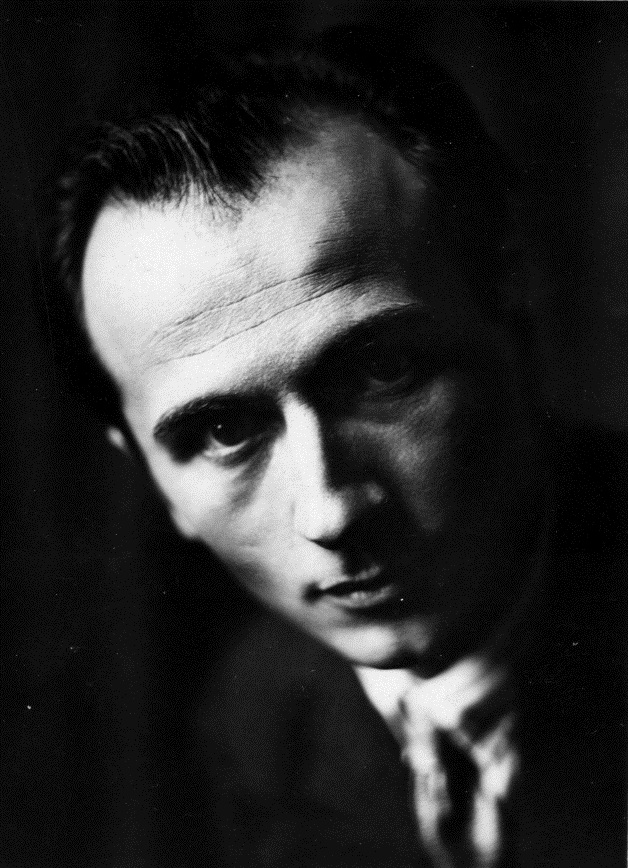
L'anarchico Camillo Berneri, ucciso assieme a Francesco Barbieri poco dopo il loro arresto da parte dei comunisti stalinisti del PSUC

Camillo Berneri e Francesco Barbieri, anarchici italiani, furono arrestati e uccisi poco dopo il loro arresto da parte dei membri del Partito Comunista di Spagna durante la battaglia intestina al fronte antifascista spagnolo delle giornate di maggio.
Lo scrittore e giornalista inglese George Orwell descrisse gli eventi in prima persona nella sua opera Omaggio alla Catalogna.